# Alexander Cameron Hunt

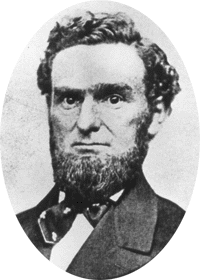
Alexander Cameron Hunt

Alexander Cameron Hunt (* 12. Januar 1825 in New York City; † 14. Mai 1894 in Washington, D.C.) war ein US-amerikanischer Politiker (Republikanische Partei) und von 1867 bis 1869 der vierte Gouverneur des Colorado-Territoriums.

## Frühe Jahre
Schon kurz nach seiner Geburt zogen seine Eltern von New York nach Freeport in Illinois. Dort besuchte der junge Alexander Hunt die örtlichen Schulen. Später war er Bürgermeister dieses Ortes. Im Jahr 1850 folgte er dem kalifornischen Goldrausch und kam dort auch zu einem gewissen Reichtum, den er allerdings durch die Wirtschaftskrise des Jahres 1857 wieder verlor.

## Aufstieg in Colorado
Daraufhin ging er nach Colorado, wo in der Gegend des Cherry Creek ebenfalls Gold entdeckt worden war. In dieser Zeit wurde das Gebiet von Desperados, Banditen und anderen Gangstern tyrannisiert. Hunt empfand diese Situation als unerträglich. Er wurde von einer Bürgerversammlung zum Richter gewählt. Das Komitee und Richter Hunt griffen hart durch. Nachdem einige Hinrichtungen vollzogen worden waren, beruhigte sich die Lage in dem Gebiet wieder. Nachdem das Gebiet im Jahr 1861 offiziell zu einem US-Territorium erhoben worden war, wurde Hunt als Belohnung für seine Verdienste zur Herstellung der Ordnung zum US Marshal ernannt. Dieses Amt behielt er fünf Jahre lang. Außerdem war er auch Indianerbeauftragter der Bundesregierung; diese Tätigkeit übte er auch während seiner Zeit als Territorialgouverneur aus.

## Territorialgouverneur in Colorado
Im Jahr 1866 war die politische Situation in Colorado angespannt. Es gab zwei Fraktionen, die sich erbittert bekämpften. Hauptstreitpunkt war die Frage des Beitritts des Gebiets als Bundesstaat zu den Vereinigten Staaten. Der amtierende Territorialgouverneur Alexander Cummings war entschieden dagegen, während eine andere Gruppe den Beitritt befürwortete. Präsident Andrew Johnson hatte zwar das Beitrittsgesuch aus verfassungsrechtlichen Gründen abgelehnt, aber in Colorado ging der Streit weiter und brach über den Kongresswahlen des Jahres 1866 erneut aus. Als Kandidaten standen sich George M. Chilcott und Alexander Hunt gegenüber. Hunt vertrat den Antibeitrittskurs des Gouverneurs. Das Wahlergebnis war dann in Colorado knapp und umstritten. Man warf sich gegenseitig Wahlbetrug vor. Da man sich nicht einigen konnte, wurde in Washington ein Kompromiss geschlossen. Chilcot sollte den Sitz im Kongress erhalten, während Hunt neuer Territorialgouverneur werden sollte. Am 24. April 1867 erhielt er seine offizielle Ernennung für dieses Amt.
Neben den erwähnten politischen Spannungen musste sich Gouverneur Hunt mit Konflikten zwischen den Indianern und den weißen Siedlern auseinandersetzen. Zeitweise schien die Lage außer Kontrolle zu geraten und ein Indianeraufstand wurde immer wahrscheinlicher. Aufgrund seiner Erfahrungen als Indianeragent gelang es Hunt aber, die Indianer zu beruhigen und den ganz großen Konflikt zu vermeiden. Im Februar 1868 wurde ein Friedensvertrag zwischen den Indianern und Präsident Johnson geschlossen, an dem Hunt mitgewirkt hatte. Der Vertrag sah vor, dass die Indianer das Land östlich des 107. Längengrades aufgaben, als Gegenleistung sollten die Indianer im Westen mit Lebensmitteln versorgt werden. Da dieser Teil der Vereinbarung seitens der Regierung nicht eingehalten wurde, kam es weiterhin zu Unmut bei den Indianern. Daraufhin wurde von der Regierung die Militärpräsenz in diesem Gebiet erhöht. Außerdem wurde in Hunts Amtszeit die Hauptstadt des Territoriums von der Stadt Golden nach Denver verlegt und in Canon City entstand eine Strafanstalt.

## Weiterer Lebenslauf
Trotz seines Einsatzes für sein Territorium wurde Hunt von dem seit dem 4. März 1869 amtierenden Präsidenten Ulysses S. Grant am 14. Juni 1869 abberufen und durch Grants Freund Edward Moody McCook ersetzt. Auch nach seiner Gouverneurszeit setzte sich Hunt für die Belange Colorados ein. Er war am Aufbau zweier Eisenbahngesellschaften beteiligt, die das Land erschließen sollten. Alexander Hunt starb im Mai 1894 und wurde in Washington beigesetzt.